# Lotus Word Pro
Word Pro är en ordbehandlare tillverkad av Lotus Software.
Programmet ska vara kompatibelt med Microsoft Word och WordPerfect.